# Friedrich Hielscher
Friedrich Hielscher (né le 31 mai 1902 à Plauen/Vogtland, mort le 6 mars 1990 à Furtwangen) est un journaliste et un essayiste allemand. Essentiellement homme de plume, il est considéré comme un théoricien proche de la mouvance nationale-révolutionnaire, au sein de la nébuleuse de la Révolution conservatrice allemande à l'époque de la République de Weimar.

## Biographie

### Jeunesse et formation
Hielscher naît en 1902 de l'union de Gertrud Hielscher, née Erdmenger, et de Fritz Hielscher, marchand de textile. Baptisé Fritz Johannes, il change par la suite de prénom pour s'appeler successivement Hans Friedrich puis enfin uniquement Friedrich. Il grandit à Guben en Basse-Lusace.
Après avoir quitté l'école secondaire de Guben en 1919, il s'engage comme volontaire dans les Freikorps qui, revenus du Baltikum, combattaient alors les Polonais de Haute-Silésie. Un an plus tard, en 1920, il quitte son unité refusant de participer au putsch de Kapp[réf. souhaitée].
Il fait des études de droit à Berlin et obtient un doctorat. Il devient en 1923 membre du Corps Normannia Berlin.

### LaRévolution conservatrice
En 1925, il fait la connaissance de Johann von Leers à Berlin. Celui-ci lui présente ensuite, à l'Institut islamique de Berlin nouvellement fondé, le Syrien Mohamed Nafi Chelebi (1902-1933), qui effectue des études d'ingénieur à Berlin-Charlottenburg. Les trois hommes développent une amitié durable. En même temps, l'intérêt de Hielscher pour l'islam va se développer, au point qu'il pourra même en 1928 collaborer avec la revue Die islamische Gegenwart,.
En 1926, il publia son premier article intitulé Kampfschrift für deutsche Nationalisten dans la revue national-révolutionnaire Neue Standarte-Arminius d'Ernst Jünger, dont il fait la connaissance l'année suivante à Leipzig. Ce qui est plus étonnant pour ce futur opposant au national-socialisme, c'est qu'à partir de 1927 il commence à écrire dans les NS-Briefe, et qu'il continuera à le faire même après le départ d'Otto Strasser de la NSDAP.

#### L' appel «Für die unterdrückten Völker!»
Dans la revue Arminius, il publie en 1927 un appel « Pour les peuples opprimés », dans lequel il attire l'attention sur les peuples d'Asie et du monde arabe, en mettant en évidence une dimension internationale et anti-impérialiste qu'il estime propre à nourrir également les aspirations des nationalistes allemands. Les peuples asiatiques sont selon lui héritiers de grandes cultures, et, contrairement à la civilisation occidentale dominée par le culte de l’argent et de la rationalité, ils sont des « hommes de foi » au service de « forces immuables », ce qui doit en faire des alliés naturels des Allemands.
À partir d'avril 1928, il devient l'éditeur de la revue Der Vormasch, succédant à Ernst Jünger lui-même dans cette fonction. En 1930, il participe encore à l'ouvrage collectif Krieg und Krieger, dirigé lui aussi par Jünger.
En 1930, il fonde le mensuel Das Reich, qui paraîtra jusqu'en janvier 1933. Durant cette période, il constitue peu à peu un réseau destiné à lutter clandestinement contre le national-socialisme, dont l'arrivée au pouvoir lui semble inéluctable. Il reprend, dans cette nouvelle tribune, les thèses anti-impérialistes qu'il avait déjà développées dans Arminius. Il y crée une rubrique « Vormarsch der Völker», où peuvent se confronter des nationaux-révolutionnaires allemands avec les représentants de mouvements de libération anti-impérialistes d'Asie.

#### Un national-révolutionnaire ou unVölkischer?
Il est considéré comme l'une des têtes dirigeantes et formatrices de cercles chez les nationaux-révolutionnaires. Pourtant il se distingue de ce courant à maints égards, notamment par sa façon de chicaner en termes pointus sur le plan intellectuel et par son penchant pour les théories abstraites. De plus, il fonde une petite église païenne, ce qui le rapprocherait plutôt du courant völkisch au sein de la Révolution conservatrice.
En 1933, peu de temps après son départ de l'Église protestante, il fonde sa propre communauté religieuse, l'Église libre indépendante — Unabhängige Freikirche — (UFK), dont la doctrine reprend des éléments panthéistes avec de fortes références à Jean Scot Érigène, à Goethe, ainsi qu'aux traditions et croyances populaires païennes[réf. souhaitée].

### Sous le Troisième Reich
Déjà avant la nomination d'Hitler comme chancelier, il transforme son Église en groupe clandestin d'opposition au régime qui risque de s’établir. Au début de 1933, son domicile est perquisitionné par la police politique aux ordres du nouveau régime et ses publications sont interdites. Il encourage des disciples de son Église libre à travailler dans différentes instances du système afin de l’infiltrer. Son disciple Wolfram Sievers, secrétaire général de l'Ahnenerbe, réussit à le charger de missions fictives pour cet organisme, missions qui lui permettent entre autres de porter secours à des juifs persécutés. Visite dans le ghetto de Łódź. Les relations de son disciple, Gerhard von Tevenar (de), agent de l’Abwehr en relation avec des indépendantistes flamands, irlandais et bretons, lui permettent de cacher un adhérent de son Église, le peintre Fritz Heinsheimer, en danger de mort à cause de son origine juive, chez des nationalistes bretons à Ploumilliau[réf. nécessaire].
Il participe aux travaux de l'Ahnenerbe tout en restant opposé au régime national-socialiste. En 1944, le 2 septembre, il est arrêté par la Gestapo qui le soupçonne d'avoir un lien avec des membres de l'opération Walkyrie, son nom ayant été trouvé inscrit sur des documents. L'intervention de Wolfram Sievers lui permet d'échapper à la Gestapo[réf. nécessaire].
Dans son autobiographie, Hielscher revendiquera un important rôle d'opposant et d'animateur d'un réseau de la « résistance intérieure ». Lui et ses amis choisissent la stratégie de l'infiltration, notamment dans l'Abwehr. Il semble qu'ils soient allés jusqu'à s'associer avec des agents de l'Union soviétique, et cela même en temps de guerre.

### Après 1945
Lors du Procès des Médecins à Nuremberg, Hielscher intervint en tant que témoin, afin de plaider en faveur de Wolfram Sievers, affirmant que celui-ci faisait partie de son groupe de résistance clandestine. En dépit de ce témoignage, ce dernier fut tout de même condamné à mort.
Cette défense de Sievers et son concept de résistance clandestine fondée sur l'infiltration des organisations de l'État national-socialiste valurent à Hielscher diverses critiques. Après l'exécution de Sievers, Hielscher se retira de la vie politique pour ne plus se consacrer désormais qu'à son groupe religieux[réf. souhaitée].
Hielscher publie en 1954 Fünfzig Jahre unter Deutschen, une autobiographie que le chercheur et spécialiste de la Révolution conservatrice Armin Mohler a jugée « très égocentrique et s'écartant un peu trop de la réalité ».

## Autour de Hielscher
Dans les carnets d'Ernst Jünger, Hielscher est mentionné plusieurs fois sous le nom de « Bodo », ou parfois « Bogo ». Dans Le questionnaire, de Ernst von Salomon, Hielscher est mentionné sous le nom de « Bogoumil ».

## Œuvres
Outre les écrits mentionnés, le nombre de manuscrits de Hielscher qui n'ont toujours pas été publiés est pourtant important. Ils comprennent notamment la dogmatique et la liturgie de son « église », ainsi qu'une épopée des Nibelungen en vers.
- Bürgerlichkeit und Deutschtum. In: Neue Standarte. Arminius, Kampfschrift für deutsche Nationalisten Nr. 33 (1926) v. 5. September 1926, S. 5
- Innerlichkeit und Staatskunst. In: Neue Standarte. Arminius, Kampfschrift für deutsche Nationalisten v. 26. Dezember 1926, S. 6 – 8
- Die Faustische Seele. In: Die Neue Standarte. Arminius v. 3. Februar 1927, S. 4 f.
- Die Alten Götter. In: Die Neue Standarte. Arminius v. 27. Februar 1927, S. 7 f.
- Für die unterdrückten Völker ! In: Die Neue Standarte. Arminius v. 16. März 1927, S. 3 – 5
- Die ewige Wiederkunft. In: Arminius v. 28. August 1927, S. 2 f.
- Afghanistan und die islamische Bewegung. In: Die Islamische Gegenwart. Monatsschrift für die Zeitgeschichte des Islam. Heft 4 / 5 (April / Mai) 1928, S. 57 f.
- Japan, Russland und der Westen. In: Der Vormarsch, Heft 12 (Mai 1928), S. 317 – 319
- Imperialismus und Nationalismus. In: Der Vormarsch, Ausgabe März 1929
- Die große Verwandlung. In Ernst Jünger (Hrsg.): Krieg und Krieger. Berlin 1930, S. 127 – 134
- Die wirklichen Mächte. In Franz Schauwecker (de) (Hrsg.): Mondstein. Magische Geschichten. 20 Novellen. Berlin 1930, S. 240 – 249
- Der Geist der Wirtschaft. In: Das Reich, 1. Jg. (1930 / 31), Heft 8 (Mai 1931), S. 150 – 156
- Die Heraufkunft der Kräfte. In Hans Tröbst (Hrsg.): Stecowa. Phantastisches und Übersinnliches aus dem Weltkrieg. Berlin 1932, S. 195 – 205
- Duell und Mensur. In: Festschrift zum Kösener Congreß vom 1. bis zum 4. Juni in Würzburg. O.O. 1960, S. 37 – 59
- Die geistesgeschichtlichen Grundlagen der Kösener Corps. In: Festschrift zum Kösener Congresse vom 6. bis zum 9. Juni 1962 in Würzburg. O.O. 1962 (Neunte Festschrift des HKSCV), S. 7 – 33)
- Das kanonische Urteil der katholischen Kirche über die Mensur im 19. Jahrhundert. In: Einst und Jetzt. Jahrbuch des Vereins für corpsstudentische Geschichtsforschung. 7. Band (1962), S. 91 – 117
- Corps und Propaganda. In: Die Kösener Freiheit. Festschrift zum Kösener Congresse vom 29. Mai bis zum 1. Juni 1963 in Würzburg. O.O.1963 (Zehnte Festschrift des HKSCV), S. 36 – 60
- Toleranz und Wahrheit. In: Humanitas honos noster. Festschrift zum Kösener Congresse vom 2. bis zum 5. Juni 1965 in Würzburg. O.O. 1965 (Zwölfte Festschrift des HKSCV), S. 19 - 48
- Zweikampf und Mensur. In: Einst und Jetzt. Jahrbuch des Vereins für corpsstudentische Geschichtsforschung. 11. Band (1966), S. 171 – 199
- Schillers klassischer Ort in der Geschichte. In: Die Stifter und Friedrich Schiller. Festschrift zum Kösener Congresse vom 25. bis zum 28. Mai 1966 in Würzburg. O.O.1966 (Dreizehnte Festschrift des HKSCV), S. 51 – 61
- Herkunft und Wesen der Mensur. In: Die Mensur. Herkunft, Recht und Wesen. Dokumentation des Kösener SC-Verbandes, überreicht durch den Kösener Senioren-Convents-Verband und den Verband Alter Corpsstudenten. O.O. 1968 (Vierte Denkschrift des HKSCV. Herausgegeben zum Kösener Congresse 1968), S. 9 – 32
- Noblesse oder Elite (1. Teil). In: Einst und Jetzt. Jahrbuch des Vereins für corpsstudentische Geschichtsforschung. 14. Band (1969), S. 89 – 97
- Noblesse oder Elite (2. Teil). In: Einst und Jetzt. Jahrbuch des Vereins für corpsstudentische Geschichtsforschung. 15. Band (1970), S. 130 – 138
- Noblesse oder Elite (3. Teil und Schluß). In: Einst und Jetzt. Jahrbuch des Vereins für corpsstudentische Geschichtsforschung. 17. Band (1972), S. 38 – 52
- Fünfzig Jahre unter Deutschen, Rowohlt, Hambourg, 1954.